# Xantusia sanchezi
Xantusia sanchezi е вид влечуго от семейство Нощни гущери (Xantusiidae). Видът не е застрашен от изчезване.

## Разпространение и местообитание
Разпространен е в Мексико.
Обитава скалисти райони и гористи местности.